# Аткинсон, Томас Уитлам
Томас Уитлам Аткинсон (англ. Thomas Witlam Atkinson; 1799—1861) — английский путешественник, писатель, живописец и архитектор. В 1847—1853 годах вместе с женой Люси Томас Аткинсон исследовал Центральную Азию и Сибирь, издав в последующем 2 книги о своих путешествиях.

## Биография
Томас Уитлам Аткинсон родился 6 марта 1799 в Йоркшире, рано потерял родителей. Сначала был простым каменщиком в графстве Кент, но, выучившись рисовать, издал в 1831 году сборник образцов готического орнамента. Изучив архитектуру, построил церковь в Манчестере.
В 1844 году предпринял путешествие через Урал к Алтаю; в 1845 году через казахские степи он достиг подножия Алатау, а в 1849—1852 годах через Ховд и Улиастай он проник в глубь Монголии, в аул казаха султана Сабека, под 40° 40' северной широты и 79° восточной долготы.
В 1846 году Аткинсон познакомился в Санкт-Петербурге с 29-летней англичанкой-гувернанткой Люси Шеррард Финлии в 1848 году женился на ней. Первая жена — Ребекка Аткинсон осталась в Лондоне. Люси сопровождала его в путешествиях в Копал и 4 ноября 1848 года родила ему сына, которого назвали Алатау Тамчибулак Аткинсон (англ. Alatau Tamchiboulac Atkinson).
Свои путешествия Аткинсон описал в своих иллюстрированных сочинениях «Восточная и Западная Сибирь» (англ. Oriental and Western Siberia...; Лондон, 1858, с посвящением императору Александру II) и «Путешествия в областях верхнего и нижнего Амура» (англ. Travels in the regions of the Upper and Lower Amoor; Лондон — Нью-Йорк, 1860). Позднее Пётр Петрович Семёнов-Тян-Шанский поставил под сомнение ряд его утверждений.
Скончался 13 августа 1861 года в Нижнем Уолмере, в графстве Кенте.